# Тёрнер, Джош
Джошуа Отис «Джош» Тёрнер (родился 20 ноября 1977) — американский кантри-певец и актёр. Подписал контракт со студией MCA Nashville Records в 2003. Его последним синглом является «Time Is Love» из его альбома 'Punching Bag'. В 2003 он написал сингл «Long Black Train», который является его самым первым треком.

## Биография
Джош родился в Ханнахе, Южная Каролина.
После окончания школы, он переехал в Нэшвилл, чтобы сделать карьеру в музыке и поступил в колледж Бельмонт. В 2001, его пригласили выступать в Гранд Оул Опри, тогда же он написал песню «Long Black Train».

## Личная жизнь
У Джоша есть брат Мэтт и сестра Кэри.
Тёрнер женился на Дженнифер Форд в 2003 году. Они встретились в колледже. Дженнифер путешествует с Джошем, когда он выступает в туре.
У Джоша три сына:
- Хэмптон Отис Тёнрер, родился 6 октября 2006,[1]
- Колби Линч Тёрнер, родился 26 июня 2009.[2]
- Мэрион Кравфорд Тёрнер, родился 12 декабря 2010.[3]